# Limba (hout)

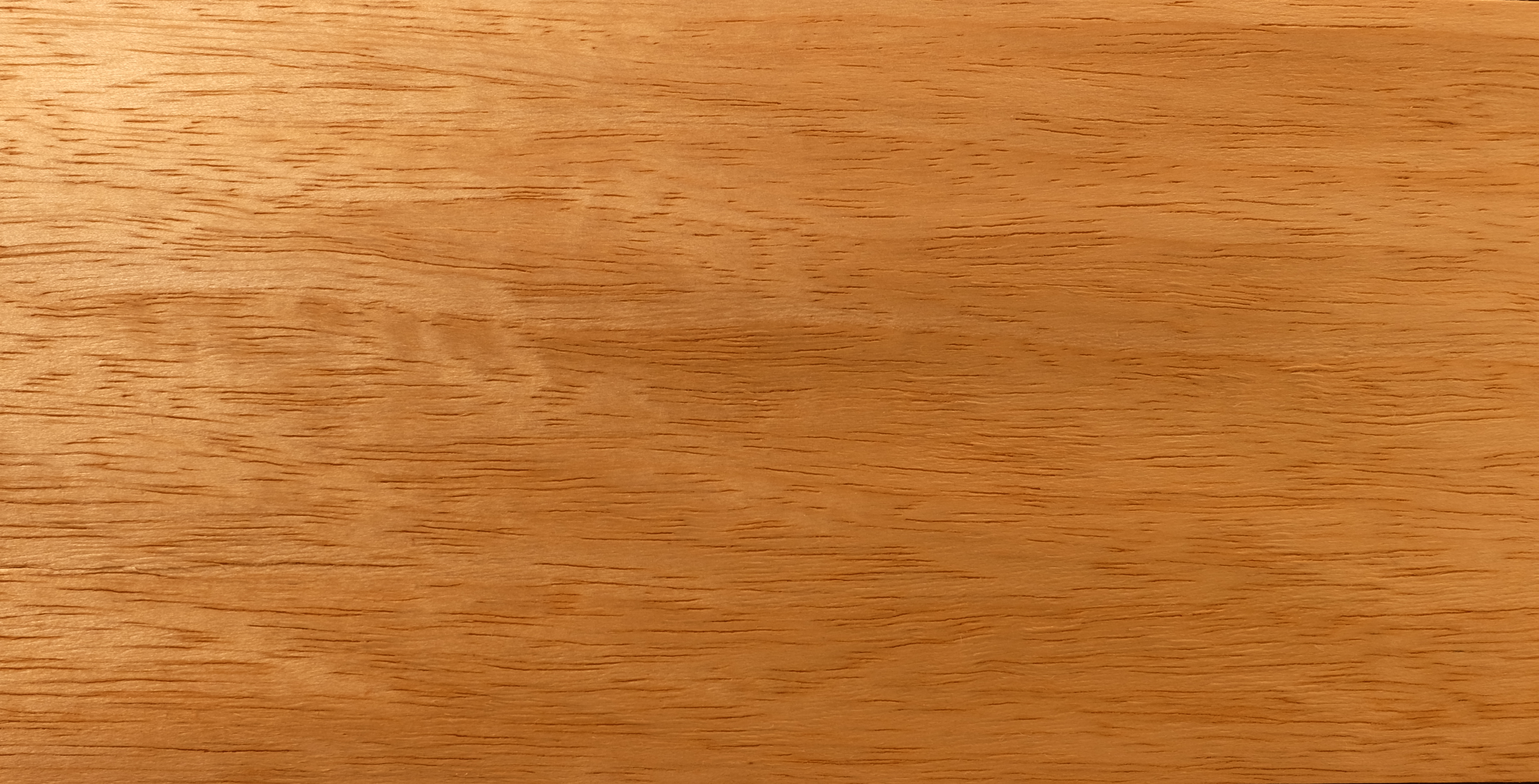
Limba

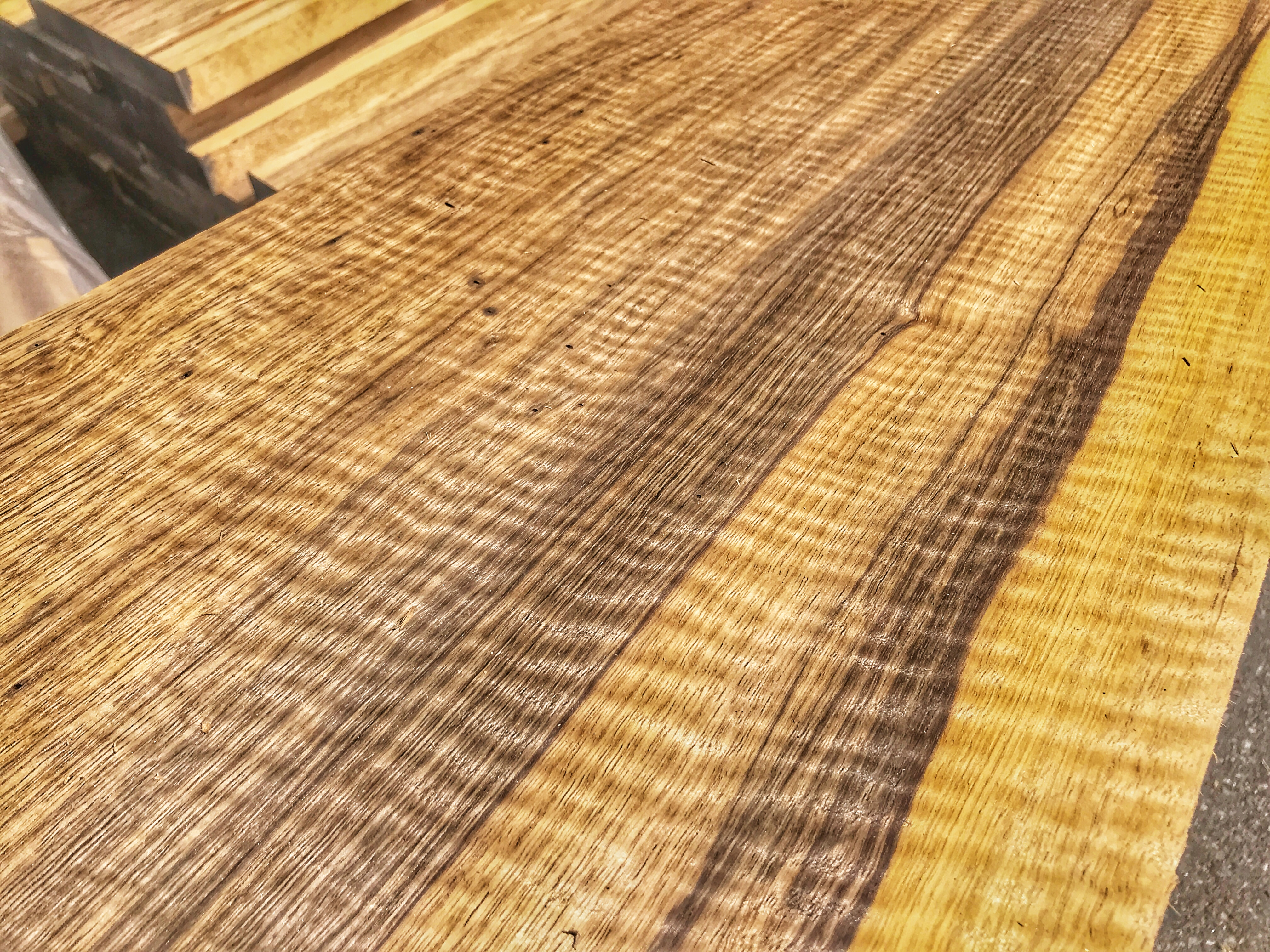
Limba met bijzondere tekening

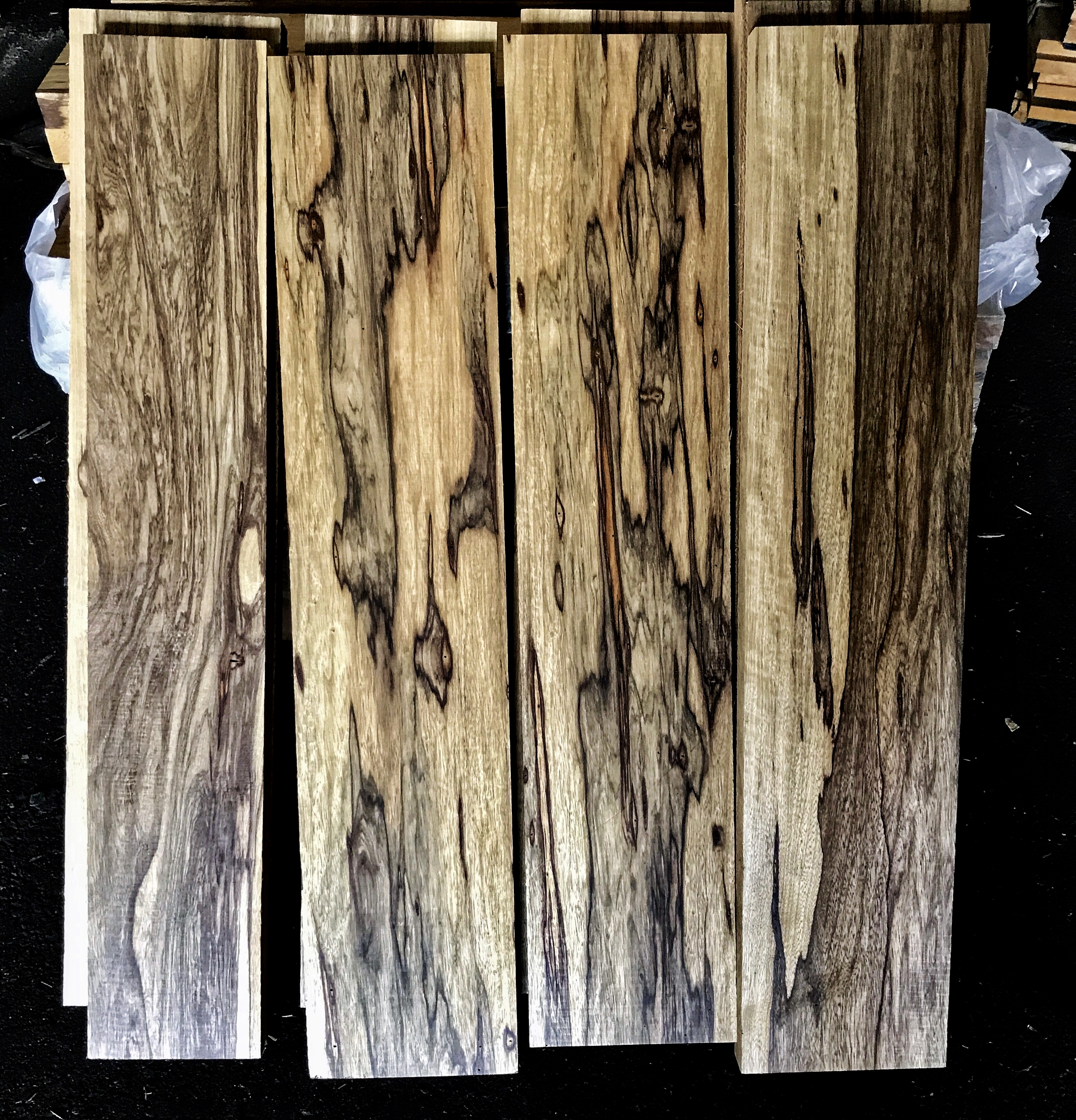
Limba met strepen

Limba is een houtsoort afkomstig van Terminalia superba (familie Combretaceae) die voorkomt in West-Afrika. Het hout wordt ook als Fraké of Akom aangeduid.
Het hout is meestal lichtgeel, maar kan varieren tot donkerbruin, en is soms gestreept. De verschillende kleurgroepen worden apart verhandeld. Het hout kent toepassingen in meubels, tafeltennisbatjes en instrumenten. De Gibsongitaren Flying V en Explorer uit 1958 zijn hieruit gemaakt.
De houtsoort kan thermisch behandeld worden om de duurzaamheid te verhogen om als buitenschrijnwerk gebruikt te worden.
De boom kan tot 60 meter worden en draagt een vlakke kruin. Hij draagt bloemen op het einde van het droogseizoen.

## Beheer
De boom wordt in het wild omgehakt en geëxporteerd uit West-Afrika, maar wordt ook veel aangeplant. Uit onderzoek in 1992 van het World Conservation Monitoring Center bleek dat door inspanningen in de jaren 50 geen probleem was om aan de vraag naar de houtsoort te voldoen, via voorraden en natuurlijke groei.